# Tibetan Bulletin
Tibetan Bulletin est un magazine bimensuel publié par le Ministère de l'Information et des Relations internationales du Gouvernement tibétain en exil. Il est écrit en langue anglaise et publié à Dharamsala en Inde. 

## Histoire

Ancien logo de Tibetan Bulletin

Le premier numéro de Tibetan Bulletin est publié en 1967. L'éditeur a varié. Il est absorbé par la Tibetan Review de 1972 à 1975, sa publication reprend en juin 1976.

## Contenu
Magazine d'information officiel du gouvernement tibétain en exil (aussi appelé administration centrale tibétaine), Tibetan Bulletin comporte des sections sur le Tibet, l'actualité internationale et l'administration centrale tibétaine. 
Certains articles publié dans le mensuel tibétain Sheja sont traduits en anglais et publiés dans Tibetan Bulletin.

## Anciens rédacteurs en chef
- Tenzin Phende (depuis 2022)
- Jamphel Shonu (depuis 2015)
- Sherab Woeser
- Dhondup Gyalpo
- Tenzin Namgyal (Tenam)
- Topden Tsering
- Bhuchung K. Tsering
- Dhundup Gyalpo
- Thubten Samphel (de 1980 à 1999)